# Pseudelaphe flavirufa
Pseudelaphe flavirufa är en ormart som beskrevs av Cope 1867. Pseudelaphe flavirufa ingår i släktet Pseudelaphe och familjen snokar.
Arten förekommer från centrala Mexiko till Nicaragua. Honor lägger ägg.

## Underarter
Arten delas in i följande underarter:
- P. f. flavirufa
- P. f. matudai
- P. f. pardalinus
- P. f. polystichus